# Пльос
Пльос (рос. Плёс) — місто (з 1925) в Росії, у складі Приволзького району на півночі Івановської області. Розташоване на правобережних горбах Волги (Горьківське водосховище), у гирлі річки Шохонки, на відстані 18 км від Приволзька та 71 км від Костроми. Найвища точка міста — 54 м над рівнем р. Волги.
Населення — 1893 осіб (2016 р.). Один з головних туристичних центрів області. Промислові підприємства відсутні.
Назва міста походить від рос. плёс («широке місце річки», «плесо»). Волга тут і справді не петляє, а тече прямо, і саме ця природна особливість сприяла заснуванню міста.

## Історія
Перша згадка місцевості з назвою «Пльос» належить до 1141 року: «Новгородський літопис» пише, що там спіймали посадника Якуна Мирославича, що втік від гніву новгородців у Суздаль, до двору князя Юрія Долгорукого. Точна дата заснування Пльоської фортеці невідома. Під час нашестя Батия вона була зруйнована, але місто продовжило існування. У 1408 році, коли син Дмитра Донського князь Василь І, перебуваючи у Костромі під час нападу татар на Москву, повелів звести тут укріплену митнично-сторожову заставу. Вибір місця пояснювався вигідним розташуванням: відкритий водний простір на плесі Волги уможливлював побачити противника з великої відстані.
Близько 1469 року місто відвідав Афанасій Нікітін, який згадав його в своїх дорожніх нотатках «Ходіння за три моря».
У 1778 році Пльос стає повітовим містом Костромського намісництва. З 1796 року — заштатне місто Нерехтського повіту Костромської губернії. У Пльосі були полотняні фабрики, дві солодівні, дві броварні, 10 кузень, казенний соляний склад, крамниці. Звідси возили рибу до царського столу. У 1812 році Пльос став одним з центрів формування загонів костромського народного ополчення. Промисловість в Іваново-Шуйському районі розвивалася швидкими темпами, і аж до 1871 року, до побудови залізниці «Іваново-Кінешма» Пльос був основним портом на Волзі для всього текстильного району.
Відтоді Пльос втрачає своє торгівельно-промислове значення і перетворюється на маленьке провінційне містечко, стаючи місцем відпочинку і творчості.

## Освіта
У місті діють: дошкільний освітній заклад (дитячий садок «Радуга»), середня школа, коледж бізнесу і туризму, дитяча школа мистецтв (музика, образотворче мистецтво), відділ спортивної школи (лижі), дитяча туристська база.

## Релігія

### Російська православна церква
У місті збереглось кілька храмів:
- церква Воскресіння Христова (1817);
- дерев'яна Воскресенська церква (1699), перенесена в 1982 році з села Білюково Ільїнського району Івановської області;
- Троїцька церква (1808);
- Введенська церква (1828);
- Успінський собор (1698);
- церква Святої Варвари (1821);
- Преображенська церква;
- дерев'яна церква Архистратига Михаїла (1825), перенесена з села Антоново Приволзького району Івановської області

Висота найвищої дзвіниці (Варваринської) становить 35 м, висота дзвіниці Воскресенської церкви — 32,5 м, Троїцької церкви — 32 м, Успінського собору — 25 м. Кут нахилу дзвіниці Варваринської церкви — 10 градусів.

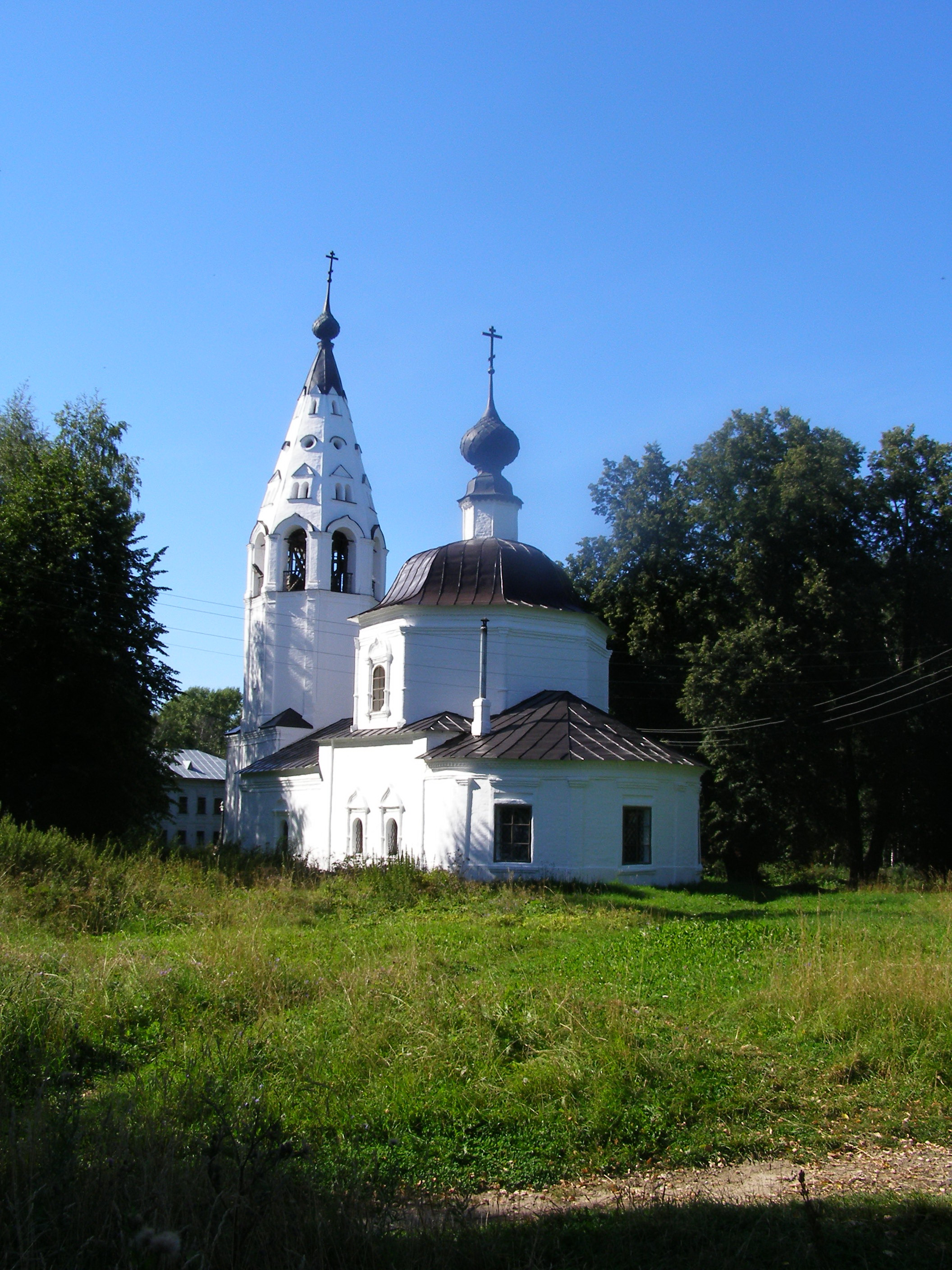
Успінський собор на Соборній горі
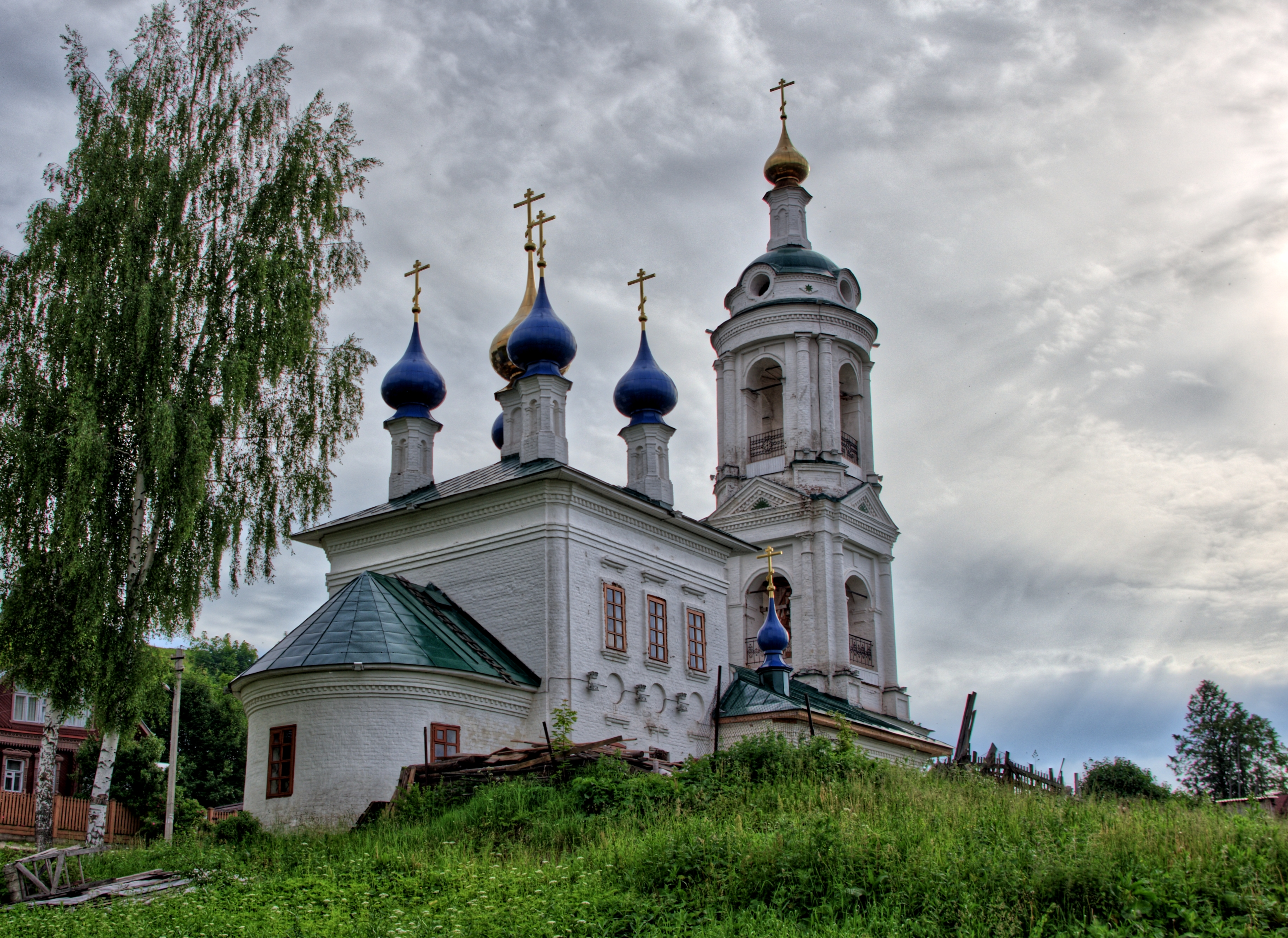
Церква Святої Варвари
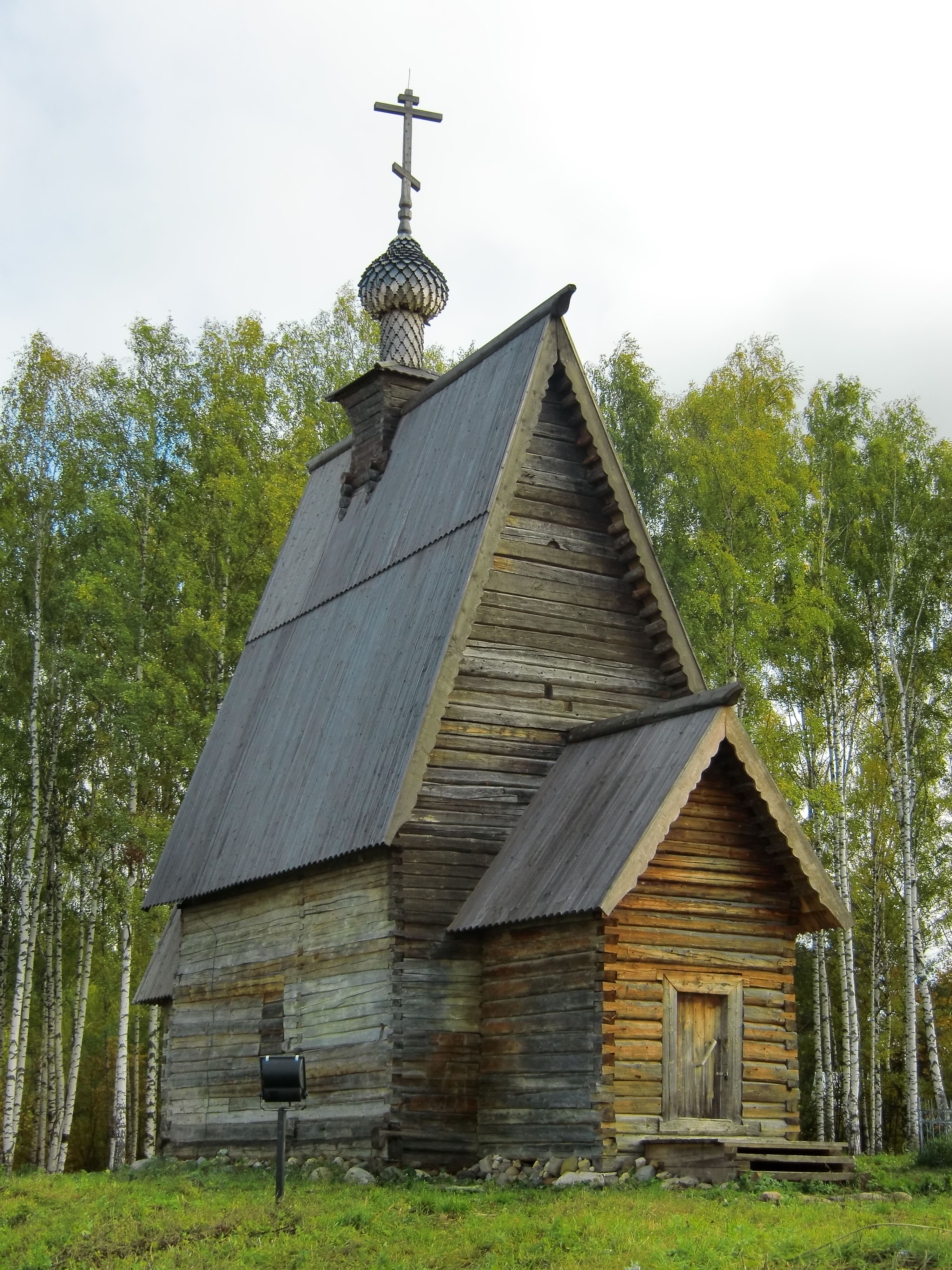
Дерев'яна Воскресенська церква
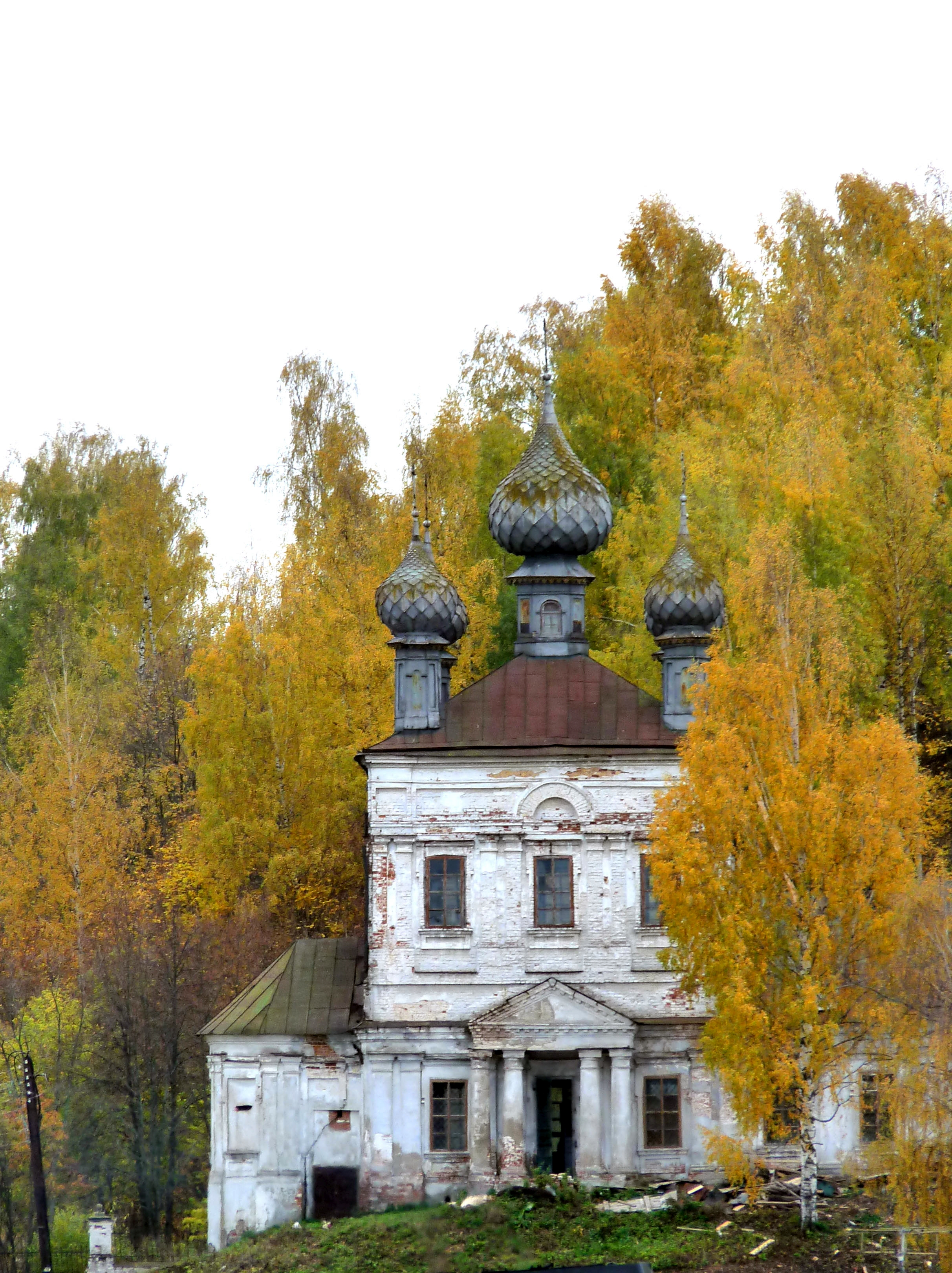
Кам'яна Воскресенська церква до реставрації
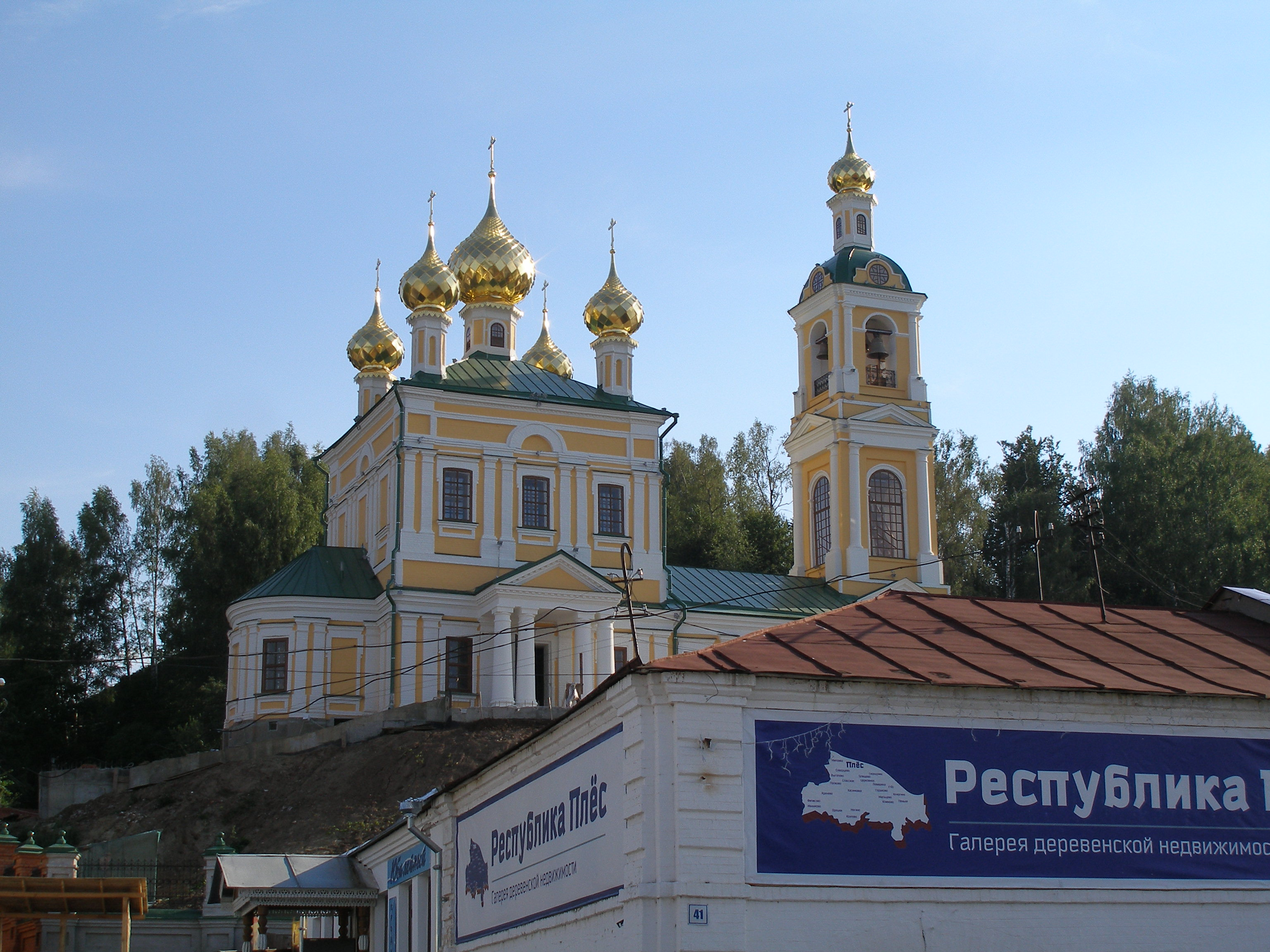
Кам'яна Воскресенська церква після реставрації

## Визначні пам'ятки
У 2010 місто включено в перелік історичних поселень федерального значення.
Музеї і виставкові зали
У 1982 році в Пльосі створений Пльоський державний історико-архітектурний і художній музей-заповідник, що об'єднує зараз три експозиції:
- Будинок-музей Левітана[6];
- Музей пейзажу[7];
- «Художні промисли Івановського краю»
- Музейно-виставковий комплекс «Присутствені місця»

У місті існують і приватні музеї: Музей давньоруської сім'ї, Музей первісного рибальства, Будинок-музей О. І. Тимофеєва. Роботи сучасних художників можна побачити у виставковій залі «Спільноти пльоських художників». У місті також існують галерея Л. Г. Ніколаєва і артстудія В. Панченка.
Пам'ятники і монументи
- 5 червня 2010 року відбулася церемонія відкриття після реставрації пам'ятника Ісааку Левітану (скульптор Н. В. Дидикін, архітектор В. Л. Новиков), приурочена до 600-річчя Пльоса[10].
- Пам'ятник князю Василю I, засновнику другої пльоської фортеці, автор С. С. Альошин.
- Скульптура «Кішка», автор О. І. Ілларіонов. Прообразом скульптури стала кішка художника Віталія Панченка на кличку Муха, яка трагічно загинула, захищаючи своїх кошенят від собак[11].
- Скульптура «Дачниця». Припускається, що її прообразом стала художниця Софія Кувшинникова, супутниця Левітана[12].

## Культура

### Фестивалі
- З 2006 року щоліта в Пльосі проводиться щорічний російський фестиваль моди «Плёс на Волге. Льняная палитра»[13].
- З 2007 року в місті щороку проводиться Міжнародний кінофестиваль «Дзеркало» імені Андрія Тарковського.
- З 2008 року в Пльосі проходить Левітанівський музичний фетиваль.
- З 2015 року в Пльосі проводиться Дачний фестиваль імені Шаляпіна[14]. Художній керівник фестивалю — Народний артист Республіки Башкортостан Аскар Абдразаков[15].
- З 2017 року Пльос приймає програму Московського Великоднього фестивалю[16].
- З 2017 року щоліта в місті проводиться Пльоський спортивний фестиваль[17].
- З 2017 року в місті проводиться Пльоський анімаційний фестиваль[18].
- 2018 рік був оголошений «Роком Італії в Пльосі»[19]. Проект, реалізований за підтримки Посольства Італії в Москві і Міністерства культури Російської Федерації, тематично об'єднав великі події в Пльосі в 2018 році: Московський Великодній фестиваль, Дачний фестиваль імені Шаляпіна, Пльоський спортивний фестиваль, Пльоський анімаційний фестиваль[20].

### У кінематографі
У місті розташований Будинок творчості Спілки театральних діячів Російської Федерації. У Пльосі, зокрема, знімали значну частину сцен фільму «Майже смішна історія». У кадр потрапило багато кутків міста.
- 1938: «Мінін і Пожарський», реж. Всеволод Пудовкін.
- 1959: «Дівоча весна», реж. Веніамін Дорман, Генріх Оганесян.
- 1966: «Течуть по Росії ріки» (документальний фільм).
- 1972: «Великі голодранці» реж. Лев Мирський.
- 1976: «Два капітани», реж. Євген Карелов.
- 1977: «Майже смішна історія», реж. Петро Фоменко.
- 1984: «Жорстокий романс», реж. Ельдар Рязанов.
- 1993: «Провінційний бенефіс», реж. Олександр Бєлінський.
- 1999: «Китайскій сервизъ», реж. Віталій Москаленко.
- 2006: «Золоте теля», реж. Уляна Шилкіна.

## Адміністрація
1 жовтня 2015 року головою Ради Пльоського міського поселення одностайно був обраний мільярдер Тімербулат Карімов. Після обрання Карімов заснував некомерційну організацію «Корпорація розвитку Пльоса», що має інвестувати в розвиток поселення. Першим проектом нової організації стало створення нового генерального плану міста, покликаного розв'язати транспортні проблеми Пльоса.

## Видатні люди
У Пльосі бували і працювали художники Ілля Рєпін, Федір Васильєв, Олексій Саврасов, Борис Пророков, Микола Жуков, Мануїл Аладжалов, Сергій Виноградов, Олексій Корін. Найбільш пов'язаний з Пльосом Ісаак Левітан, який написав тут багато зі своїх головних полотен («Вечір. Золотий Пльос», «Після дощу. Пльос», «Свіжий вітер. Волга» та інші).
У 1910 році в Пльос уперше приїхав Федір Шаляпін, який надалі в 1912 році викупив в околицях міста пустовщину Хмєльниці і побудував там у 1914 році дачний будинок (націоналізований у 1918 році).
У 1960 році в Пльосі побував і створив кілька живописних витворів Юрій Межиров, надалі народний художник Росії. З 1985 року в місті мешкає художник Віталій Панченко (нар. 1961), який організував артстудію, де розмістив колекцію власних робіт, і який очолює творчу спілку «Сообщество плёсских художников». У 1989 році в Пльосі оселився художник Лев Ніколаєв (нар. 1958), що створив художню галерею з власними роботами. З 2006 року в місті проживає заслужений художник Росії Олександр Тимофеєв (нар. 1941), який відкрив у власному будинку музей своїх робіт з кольорового скла й акварелі.

### Відомі уродженці
- Микола Смирнов — поет і письменник, літературний редактор журналу «Новое время».
- Лев Борисов (1933—2011) — радянський і російський актор, народний артист Російської Федерації

## Галерея
|                                      |                              |                       |                           |                     |
| Вид на Пльос і Волгу з Соборної гори | Вид на Волгу і гирло Шохонки | Теплоходи біля Пльоса | Вид на церкву Св. Варвари | Пльос. Вид на Волгу |